# Jan van de Laar
Jan van de Laar (Helmond, 1955) is een Nederlands organist.

## Loopbaan
Van de Laar volgde zijn orgelstudie bij Kees van Houten aan het Utrechts Conservatorium alwaar hij in 1978 met een decoratie zijn diploma behaalde. Hij werd in 1976 benoemd tot organist van het Robustelly-orgel in de Sint-Lambertuskerk in Helmond. Daarnaast volgde hij cursussen bij Anton Heiller en Ewald Kooiman waar hij zich inspireert op de muziek van Bach en oud-Franse muziek. In 1986 debuteerde hij zijn lp Bach’s Clavierubung III. Hierna volgde vele cd opnames waaronder Die Bachse Schule dat werd opgenomen op het orgel in de abdijkerk van Neresheim. In 2009 werd hij benoemd tot stadsorganist van Helmond. Daarnaast geeft hij ook orgellessen, workshops en seminars. Hij werd op 29 mei 2016 door burgemeester Elly Blanksma benoemd tot Lid in de Orde van Oranje Nassau.

## Discografie
- Bach’s Clavierubung III
- Die Bachse Schule
- De Grote Orgelmis
- De grote koorwerken van Anton Heiller
- Gabriël Fauré: Requiem
- Jubileum-Concert
- The other – Robustelly – Anders
- The Robustelly-Organ
- Die Bachsche Schule
- Verschueren 1891 – 1991
- Johan Ludwig Krebs
- Hommage aan een Meesterwerk
- Van Bach, van Clérambault en Couperin
- Het van Rossum-orgel, Saarn-Mühlheim